# Шарлоттенгоф
Палац Шарлоттенгоф (нім. Schloss Charlottenhof) — палац в Потсдамі, на південний схід від палацу Сан-Сусі, колишня літня резиденція кронпринца Фрідріха Вільгельма, який став в 1840 королем Пруссії Фрідріхом Вільгельмом IV. 
На початок 2020-х палац знаходиться під орудою Фонду прусських палаців та садів Берліна — Бранденбурга.
Територія парку Шарлоттенгоф із різними спорудами з'явилася у XVIII ст. 
В 1790 — 1794 рр цією місцевістю володів камергер палаців Сан-Сусі; на честь його дружини Марії Шарлотти фон Генцков, маєток отримав своє ім'я. 
В 1825 році це володіння і прилеглі до нього невеликі ділянки землі, розташовані на південній стороні від парку Сан-Сусі, придбав прусський король Фрідріх-Вільгельм III, щоб подарувати їх на Різдво 1825 свого сина кронпринца Фрідріха Вільгельма і його дружина Єлизавета Людовіка Баварська.
Кронпринц доручив реконструкцію садибного будинку, що був там, архітектору Карлу Фрідріху Шинкелю. 
Роботи було проведено в 1826 — 1829 рр. 
За допомогою свого учня Людвіга Персіуса Шинкель звів на старому фундаменті невеликий класицистичний палац на зразок давньоримських вілл. 
Обдарований кронпринц брав участь у оформленні палацу та виконав самостійні ескізи . 
Свій літній палац він називав Сіамом , який за уявленнями того часу був країною свободи, а себе - архітектором сіамського будинку.
Офіційна назва палацу: Шарлоттенгоф, на ім'я Марії Шарлотти фон Генцков, дружини камергера та власниці маєтку в 1790 — 1794 рр. 
Палац з портиком римсько-доричного ордера, розписаним зсередини, незвичайним західним фасадом зі скульптурами оленів, секторальним ставком і садовими перголами, є унікальною пам'яткою, порівнянною тільки з Помпейським будинком в Ашаффенбурзі. 
На початок 2020-х в оригінальному вигляді збереглося внутрішнє оздоблення десяти залів палацу. 
Усередині є колекція картин та меблів, створених за малюнками Шинкеля.
В 1828-1840 роках Шинкель неподалік Шарлоттенгофа побудував ще один комплекс в античному стилі: «Римські купальні» (нім. Römische Bäder), з унікальними інтер'єрами, що відтворюють досить точно житловий будинок стародавніх Помпей, а також зі скульптурами, розписами.
Відмінною рисою приміщень палацу є їхня тематична індивідуальність щодо матеріалів та кольору. 
Навіть двері оформлені по-різному з кожного боку. 
Найоригінальнішим залом палацу є «похідний зал» на кшталт наметів давньоримських воєначальників. 
Стеля та стіни обклеєні паперовими шпалерами у синьо-білу смужку. 
Ця ж смужка використана для штор, завіси у формі балдахіна та покривала похідного ліжка. 
Цей зал служив опочивальнею для придворних жінок і гостей.
Поєднання синього та білого зустрічається також на віконних віконницях палацу, натякаючи на баварське походження кронпринцеси Єлизавети.
У «похідному залі» у літні місяці 1835—1840 років зупинявся дослідник і мандрівник Александер фон Гумбольдт, перебуваючи у Потсдамі на запрошення кронпринца Фрідріха Вільгельма.

## Парк Шарлоттенгоф
Облаштування палацового парку було доручено садовому архітектору Петеру Йозефу Ленне. 
Він перетворив спочатку рівнинну та частково болотисту місцевість на англійський ландшафтний парк, основними елементами якого є дерева, луки та вода. 
Вода подавалася з Гафеля, для чого було збудовано водогін і будівлю електростанції. 
Ленне вдалося майстерно поєднати новий парк Шарлоттенгоф зі старим парком Сан-Сусі часів Фрідріха II.